# Cheney (gemeente)
Cheney is een gemeente in het Franse departement Yonne (regio Bourgogne) en telt 264 inwoners (1999). De oppervlakte bedraagt 5,95 km², de bevolkingsdichtheid is 44 inwoners per km².

## Geografie
De oppervlakte van Cheney bedraagt 5,95 km², de bevolkingsdichtheid is 44,4 inwoners per km².
De onderstaande kaart toont de ligging van Cheney (gemeente) met de belangrijkste infrastructuur en aangrenzende gemeenten.

## Demografie
Onderstaande figuur toont het verloop van het inwonertal (bron: INSEE-tellingen).
1. ↑  Populations de référence 2022.